# L'uomo spezzato
(Proverbio africano con il quale si apre il film)
L'uomo spezzato è un film del 2005 diretto da Stefano Calvagna.

## Trama
Il professor Stefano Malavasi insegna storia dell'arte in un liceo romano e riceve delle avances da parte di Laura, una ragazzina tredicenne innamorata di lui, che assume atteggiamenti da adulta per sedurlo. Stefano, intuendo le attenzioni della sua alunna, le fa capire con gentilezza di non essere interessato a lei. Sentendosi rifiutata da Stefano, Laura fa prima ingelosire la moglie del professore Malavasi, insinuando una complicità tra lui e Anna, la professoressa di ginnastica, poi lo accusa addirittura di molestie rovinando per sempre la reputazione dell'uomo.

## Produzione
Il film è prodotto dalla casa di produzione Extreme Movies e distribuito dall'azienda Lion Pictures nelle sale cinematografiche dal 24 giugno 2005. Il produttore della pellicola è Luca Breccolotti, che è anche accreditato tra gli interpreti.

## Colonna sonora
La colonna sonora del film è stata scritta da Riccardo Della Ragione ed è prodotta e distribuita dalla Warner Chappell Music Italia. I brani di cui è composta sono:
1. Knowing no fear
2. Virtual
3. Un attimo
4. Ricordi
5. Foto
6. Lettera
7. L'uomo spezzato
8. L'urlo della verità
9. L'aggressione
10. L'abbraccio
11. La mia anima
12. L'urlo
13. Love's on the way